# Choisy-la-Victoire
Choisy-la-Victoire is een gemeente in het Franse departement Oise (regio Hauts-de-France) en telt 197 inwoners (2004). De plaats maakt deel uit van het arrondissement Clermont.

## Geografie
De oppervlakte van Choisy-la-Victoire bedraagt 9,8 km², de bevolkingsdichtheid is 20,1 inwoners per km².
De onderstaande kaart toont de ligging van Choisy-la-Victoire met de belangrijkste infrastructuur en aangrenzende gemeenten.

## Demografie
Onderstaande figuur toont het verloop van het inwonertal (bron: INSEE-tellingen).